# Santibáñez de Resoba
Santibáñez de Resoba es una localidad de la provincia de Palencia (Castilla y León, España) que pertenece al municipio de Cervera de Pisuerga.

## Localización
A una distancia de 13 km de Cervera de Pisuerga, la capital municipal, se sitúa en la comarca de la Montaña Palentina en el corazón del Valle Estrecho.

## Geografía

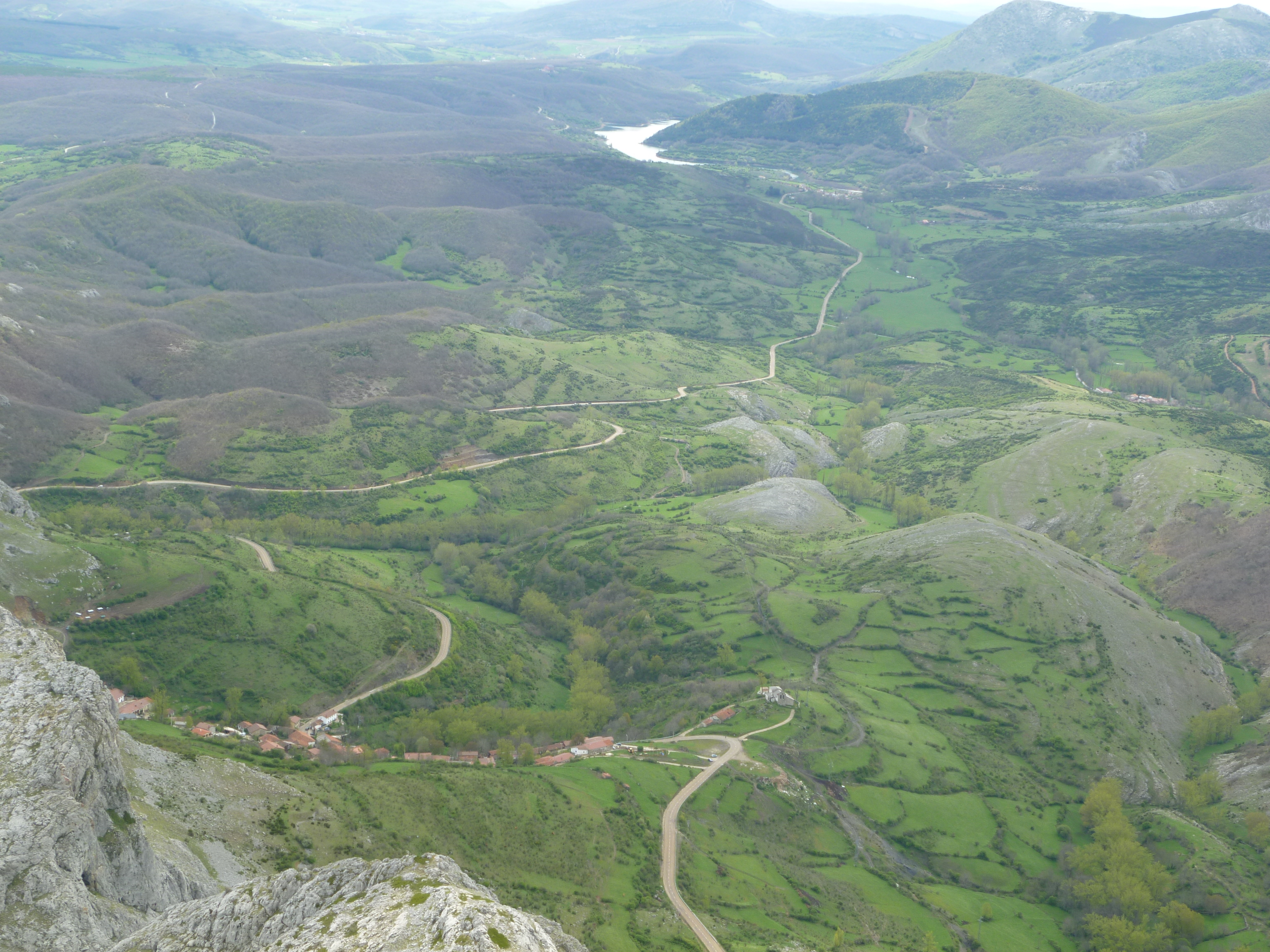
Valle Estrecho.

Se trata de una población enclavada en la Montaña Palentina dentro del parque natural de Fuentes Carrionas y Fuente Cobre-Montaña Palentina, en las estribaciones de los Picos de Europa. Rodeado de montañas calizas con cotas de más de 2.500 metros ricas en cuevas y apropiadas para el montañismo y el senderismo.
El pueblo está construido en graderío, debido a la difícil orografía que lo asienta, y guarda las esencias de los pueblos de montaña. Además de la arquitectura popular, destaca en sus construcciones la piedra negra que tanto abunda en Valle Estrecho. La iglesia de San Cristóbal está apartada del casco urbano y se asoma a las laderas del valle que conducen a San Martín y Rebanal. 
Se localiza en el corazón del Valle Estrecho, una de las subcomarcas que conforman la Montaña Palentina, en este caso recorrida por el río Rivera, que nace en la bonita surgencia kárstica de fuente Deshondonada. Después de recorrer el valle el río se remansa en el embals de Ruesga, para luego afluir al río Pisuega en las in mediaciones de Cervera de Pisuerga.A pesar de lo que da a entender su nombre, el valle estrecho es un valle relativamente amplio que incluye los pueblos de Rebanal de las Llantas, San Martín de los Herreros, Ventanilla y Santibáñez de Resoba, todos de economía básicamente ganadera. El valle está dominado desde el Sur por las elevadas cumbres de la Sierra de la Peña, culminante en la Peña Redonda (1996 m s. n. m.), reconocible por una gran cruz situada en su cima, y desde el Norte por Peña Escrita y Peña Santa Lucía, los dos macizos rocosos que dominan sus alturas y que conceden a esta localidad una belleza rotunda y primitiva.
En las peñas que rodean a Santibáñez existen gran cantidad de cuevas, como las del Palomar, los Moros o los Ángeles. Estas cavidades, algunas visibles desde la carretera, confieren al lugar un aspecto aún más sugerente. Siguiendo la carretera cuatro kilómetros, en dirección a La Lastra, se encuentra el mirador del Alto de la Varga (1.413 m). Desde allí puede observarse todo el Valle Estrecho y también las cumbres de Fuentes Carrionas.

## Historia
Santibáñez de Resoba fue municipio independiente hasta 1976. Ese año, junto con Celada de Roblecedo, se decretó su anexión al municipio de Cervera de Pisuerga.

## Geografía humana

### Demografía
| Gráfica de evolución demográfica de Santibáñez de Resoba entre 1842 y 1970 |
| |
| Población de derecho según los censos de población del INE Población de hecho según los censos de población del INEEntre el censo de 1981 y el anterior, este municipio desaparece porque se integra en el municipio 34056 (Cervera de Pisuerga) |

Evolución de la población en el siglo XXI
| Gráfica de evolución demográfica de Santibáñez de Resoba entre 2000 y 2020 |
|                                                                            |
| Población de derecho (2000-2020) según el padrón municipal del INE         |

### Economía
Sus habitantes se han dedicado tradicionalmente a la agricultura y la ganadería, como los demás de la comarca.

## Monumentos

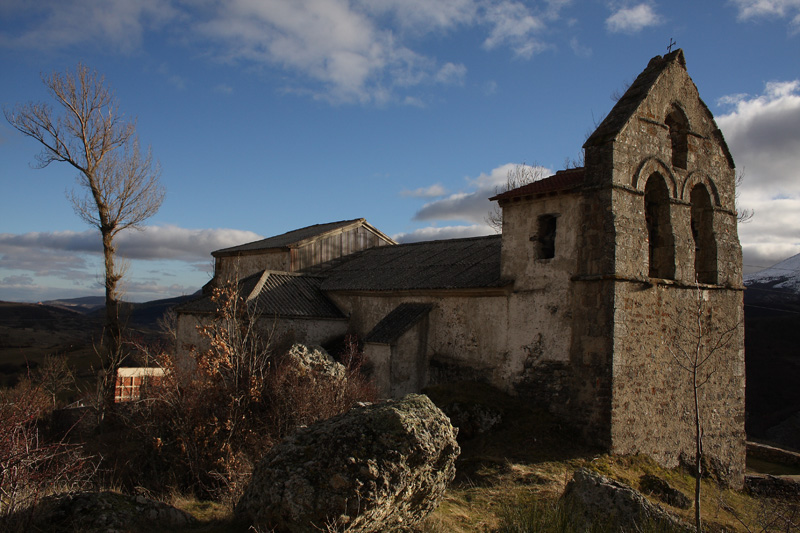
Iglesia de San Cristóbal.

El pueblo queda dominado por la iglesia parroquial de San Cristóbal. Un sencillo edificio de una sola nave, que muestra una rústica espadaña románica de tres vanos de arco algo apuntado, que la sitúan a finales des siglo XIII.
Tiene el presbiterio cubierto con bóveda de crucería y el retablo mayor es barroco con una imagen de un Cristo crucificado del siglo XVII.

## Clima
El clima corresponde al tipo oceánico continentalizado, de inviernos largos y muy fríos y veranos cortos y suaves. La cercana presencia de la Cordillera Cantábrica contribuye a suavizar las variaciones térmicas y pluviométricas propias del clima continental de la meseta castellana.

## Fauna
Es reseñable la variedad y riqueza de la fauna autóctona, destacando la presencia del oso pardo, así como de ciervos, zorros, lobos y otras especies propias de los bosques de montaña. En los ríos destaca la abundante presencia de la trucha.

## Festividades
La fiesta tradicional del pueblo de Santibáñez de Resoba es el día 10 de julio, día de San Cristóbal, celebrada con diversos juegos, actividades y bailes.